# Frans Jozef Beyts

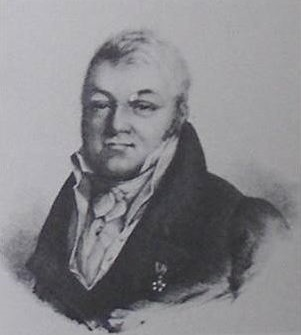
Frans Jozef Beyts

Frans Jozef Beyts (Brugge, 17 mei 1763 - Brussel, 15 februari 1832) was ambtenaar, magistraat, Frans en Belgisch parlementslid.

## Jaren in Brugge
Frans Jozef Beyts was de zoon van chirurgijn Frans Beyts (1736-na 1796) en Jeanne Le Point. Zelf trouwde hij in 1789 met de Gentse erfdochter Marie van de Vyvere (1766-1826). Het gezin bleef kinderloos.
Na middelbare studies bij de augustijnen in Brugge trok hij naar de universiteit van Leuven en werd er in 1782 primus in de faculteit van de Artes. Dit werd in zijn geboortestad uitbundig gevierd, des te meer omdat de tweede en de derde laureaat eveneens Bruggelingen waren. Voortaan ging hij door het leven als Primus Beyts.
Hij werd licentiaat in beide rechten en, na een 'grand tour' door Europa begon hij aan een ambtelijke loopbaan. Hij werd pensionaris en hoofdgriffier van de stad Brugge en het jaar daarop substituut van de procureur-generaal bij de Raad van Vlaanderen. Tijdens de Brabantse Opstand bleef hij trouw aan het Oostenrijkse bewind en vervulde slechts ambten onder dit bestuur. In 1795 behoorde hij tot de gijzelaars die naar Frankrijk werden gevoerd toen de belastingen niet snel genoeg werden betaald.

## Frans ambtenaar en magistraat
Vanaf 1797 was Beyts verzoend met het nieuwe Franse regime. Hij werd uitgekozen om te gaan zetelen in de Raad van Vijfhonderd in Parijs. Hij was er actief en tot aan het Consulaat liet hij zich regelmatig in de assemblee horen, vaak in oppositie met het Directoire. Hij vertegenwoordigde de ancien-régimewaarden zoals godsdienstvrijheid, status van de clerus, clementie voor uitgewekenen en ex-edelen.
Op 18 Brumaire behoorde hij tot de weinigen die zich verzetten tegen de door Napoleon Bonaparte gepleegde coup en hij werd uit Parijs verbannen. Hij draaide weer spoedig bij en op 1 maart 1800 benoemde de eerste consul hem tot prefect voor het departement Loir-et-Cher in Blois. Zes maanden later werd hij regeringscommissaris en vervolgens procureur-generaal in Brussel. Hij oefende dit ambt tien jaar uit en had een overwegende invloed bij de reorganisatie van de hoven en rechtbanken in de Zuidelijke Nederlanden.
Einde 1810 werd hij procureur-generaal in Den Haag met opdracht er orde op zaken te stellen, wat hij zonder aarzelen deed en er zich enkele stevige vijanden verwierf die hij na 1814 opnieuw op zijn weg zou vinden. In mei 1811 werd hij eerste voorzitter van het Keizerlijk Hof in Brussel.
Van 1806 tot 1814, misschien zelfs tot in 1817, was hij inspecteur-generaal van de École de Droit in Brussel.
In september 1811 werd Beyts opgenomen in de keizerlijke adelstand met de titel baron de l'Empire. Het is als baron Beyts dat hij verder door het leven ging, ook al was deze adelsverheffing niet meer geldig als ze niet onder het Verenigd Koninkrijk der Nederlanden was bevestigd, iets wat Beyts niet aanvroeg.

## Ambteloos onder het Verenigd Koninkrijk
In de eengemaakte Nederlandse staat was er geen plaats voor Beyts. Uitgerekend zijn grootste vijand in Den Haag, Cornelis Felix van Maanen, werd de nieuwe minister van Justitie.
Beyts verdween in de anonimiteit en wijdde zich aan zijn wetenschappelijke passies. Al van in zijn jeugd was hij geïnteresseerd in wetenschap en technische vooruitgang. In 1784 was hij één der eersten om in een luchtballon te gaan zweven, Montgolfier achterna.
Na 1815 schreef hij wetenschappelijke of pseudowetenschappelijke werken, die nu, ongepubliceerd, in de Koninklijke Bibliotheek in Brussel berusten. Hij hield zich vooral bezig met astronomie, fysica en het planetair stelsel. In 1823 liet hij in Parijs een hemelbol maken, waarmee hij sommige van zijn theorieën wilde verifiëren.

## De Belgische Revolutie
Toen de eerste tekenen van ongenoegen tegen Willem I zichtbaar werden, ontwaakte Beyts. In 1829 werd hij tot provincieraadslid voor Zuid-Brabant verkozen. Hij deed zich opmerken door zijn pleidooien voor de veralgemening van de Franse taal. Toen de Belgische afscheuring zich aandiende, werd hij tot lid verkozen van het Belgisch Nationaal Congres voor het arrondissement Brussel. Het was weliswaar langs een achterpoortje dat hij binnenkwam, omdat de effectief verkozene, Félix de Merode, ook in Maastricht was verkozen en voor die zetel opteerde. Vanaf de eerste dag dat hij aan de werkzaamheden deelnam verhief Beyts zijn stem.
Met zijn 68 jaar was hij een van de oudste leden van het Congres en was al niet meer volledig gezond. Toen hij op zeker ogenblik tekenen van vermoeidheid vertoonde en de voorzitter hem vroeg of hij onwel werd, antwoordde hij 'Het is een kwaal die ik meesleep', maar daarop nam hij weer volop aan het debat deel.
Beyts was een van de meest actieve congresleden wat betreft het aantal tussenkomsten in de plenaire zittingen van het Congres. Vooral over de grote zaken (grondwet, keuze staatshoofd) liet hij zich gelden. Ook al was hij ongetwijfeld tevreden dat de Nassaus verdwenen waren, bleef hij afwezig toen over hun eeuwigdurende uitsluiting werd gestemd. Bij de eerste stemronde over een staatshoofd, die in februari werd gehouden, stemde hij tweemaal voor hertog August van Leuchtenberg. Dit was normaal vanwege iemand die zeker wel graag de Oostenrijkse tijd zou terug gewild hebben, zonder daarom zo ver te gaan als te stemmen voor Karel van Oostenrijk-Teschen, een kleinzoon van keizerin Maria Theresia. Bij de verkiezing van Leopold van Saksen-Coburg stemde hij voor hem, maar met zoveel juridische voorwaarden en restricties dat zijn stem ongeldig werd verklaard. Het was trouwens veelal op punten van juridische aard dat hij in de discussies tussenkwam.
Toen de Senaat werd opgericht werd hij er lid van. Dit betekent dat hij een van de 421 meest vermogende Belgen was die aan de hoge gestelde voorwaarden voldeed. Bij de installatie op 12 september 1831 werd hij tot ondervoorzitter verkozen, maar vijf maanden later stierf hij.